# Karl’s kühne Gassenschau
Karl’s kühne Gassenschau ist eine Schweizer Varieté-Theatergruppe.

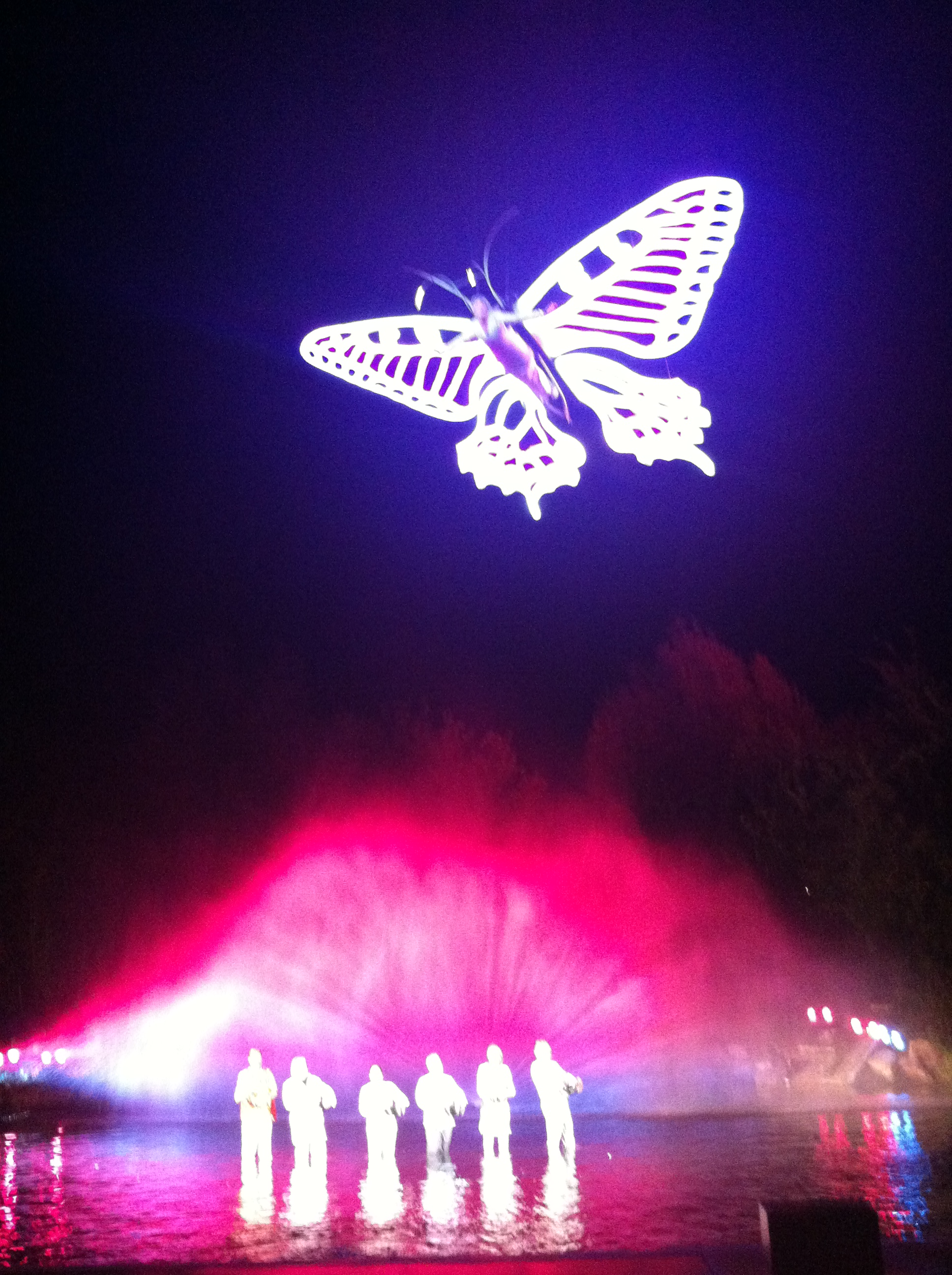
Nicht nur Action: Bild aus Karl’s kühne Gassenschau Produktion FABRIKK, durch iPhone weichgezeichnet

## Geschichte
Karl’s kühne Gassenschau wurde 1984 von Paul Weilenmann, Brigitt Maag, Ernesto Graf und Markus Heller  in Zürich gegründet, damals als Strassenzirkus zusammen mit René Burkard, Yve Stöcklin und Annamarie Mörgeli (Ilg). Sehr bald folgten grössere Produktionen, die nicht mehr nur Zirkusnummern enthielten, sondern diese zunehmend auch mit Theater verbanden. Die Programme bis 1993 wurden jeweils auch im Ausland gezeigt.
Mit der Produktion «Steinbruch» im Jahr 1994 fand die Truppe ihre ganz eigene Theaterform und erlangte nationale Bekanntheit.
Im Jahr 2019 verstarb Gründungsmitglied und technischer Leiter Markus Heller 62-jährig. Sein letztes Bühnenbild realisierte er für die Produktion «Sektor 1» aus dem Jahr 2016. Seit 2014 wirkt Ernesto Graf nur noch als Botschafter und Fotograf im Hintergrund.
Im Jahr 2024 agierten die Gründungsmitglieder Brigitt Maag und Paul Weilenmann mit der Produktion «RECEPTION» zum letzten Mal als künstlerische Leiter. Die Nachfolger, die Schauspieler und Regisseure Matthias Schoch und Max Merker, waren in Co-Leitung an der Produktion bereits beteiligt und werden in Zukunft die weiteren Produktionen als künstlerische Leiter verantworten. Zur Geschäftsleitung gehören Miriam Frei, Otmar Faschian, Beat Fuhrimann, Max Merker und Matthias Schoch.

## Name
Der Name Karl bezieht sich auf keine reale Person bei der Gründung der Gruppe, sondern, wie Ernesto Graf in einem Interview äusserte, für Kerl, niedriger Mann freien Standes. Da die Gruppe einen Strassenzirkus gründete und eher gewagte Sachen zeigen wollte, ergab sich daraus Karl’s kühne Gassenschau. Der Apostroph im Namen wurde bewusst falsch gesetzt (korrekt ist «Karls»), «um die Lehrer zu ärgern», wie Karl’s Kühne Gassenschau in ihrer Biografie schreibt.

## Produktionen
Die Produktionen von Karl’s kühne Gassenschau sind seit 1994 aufwändig gestaltet und dementsprechend ortsgebunden. Sie beinhalten viele Requisiten, Artistik, Stunts und pyrotechnische Effekte sowie eine live gespielte Soundkulisse.
- S.T.E.I.N.B.R.U.C.H wurde im Jahr 1994 in Steinmaur erstaufgeführt, unter dem französischen Titel r.u.p.t.u.r.e dann im Jahr 1995 in Saint-Triphon im Kanton Waadt. 1997 wurde das Programm nochmals in Steinmaur aufgeführt. Diese Produktion, deren Aufführungen jeweils in einem Steinbruch stattfanden, war das erste grosse stationäre Spektakel von Karl’s kühne Gassenschau.

- Grand Paradis: Aufführung 1997 in Wallisellen bei Zürich. Diese Aufführung fand in einem Theaterzelt statt und wurde zusammen mit Harul’s Top Service produziert.

- Stau, Trafic: Erstaufführung 1998. Dieses Programm wurde 2001 nochmals an diversen Aufführungsorten gezeigt. Über 60'000 Zuschauer besuchten diese Vorführungen.

- Tournee mit dem Zirkus Knie: Im Jahr 1999 war Karl’s kühne Gassenschau Teil des Jahresprograms des Circus Knie. Die Theatergruppe begleitete den Zirkus, und «prüfte» ihn auf seine EU-Tauglichkeit.

- akua: Aufführung 2002 und 2003 in Würenlos sowie 2004 und 2005 in Saint-Triphon. Für diese Aufführung war ein See erforderlich. In Würenlos wurde ein Baggersee einer Kiesgrube verwendet. Im Stück geht es um eine schlechte Kreuzfahrtschiff-Band, die auf dem Meer ausgesetzt wird. Über 160'000 Zuschauer besuchten Akua in der Deutschschweiz, 150'000 in der Westschweiz.

- Silo 8: 2006 startete Karl’s kühne Gassenschau ihr Programm «Silo 8», das während zwei Saisons in Winterthur aufgeführt wurde. Während dieser Zeit waren sämtliche Vorstellungen ausverkauft. 2008 und 2009 folgten Aufführungen in Olten, 2010 war wiederum Saint-Triphon die Station für die Aufführungen auf Französisch. Dank des grossen Erfolgs kam es 2022 zur Wiederaufnahme in Olten und 2023 in St-Triphon.[8]

- FABRIKK: 2011 und 2012 zeigte Karl’s kühne Gassenschau dieses Programm in Winterthur. Im Zentrum steht eine Schokoladenfabrik, die an einem Grossauftrag für China zugrunde geht. Erstmals in der Geschichte von Karl’s kühne Gassenschau waren bereits in der Premierenwoche alle Vorstellungen für die Spielzeit 2011 ausverkauft. Die Wiederaufnahme im 2012 residierte wieder in Winterthur, 2013 und 2014 war Olten Gastspielstadt.[9] Danach folgte 2015 eine französischsprachige Adaption in Saint-Triphon.

- SEKTOR 1: wurde 2016 bis 2019 in Winterthur und Olten gespielt. Es ist das dritte Programm, das in Winterthur uraufgeführt wurde. 2021 wurde das Stück nach einer coronabedingten Pause in St-Triphon wiederaufgenommen.[10]

- RECEPTION: feierte im Juni 2024 in Dietikon, Niderfeld Premiere.[11]

## Auszeichnungen
- 2015 Schweizer Theaterpreis
- 2013 Prix Walo in der Kategorie Bühnenproduktion für das Programm FABRIKK
- 2011 Schweizer KleinKunstPreis
- 2006 Prix Walo in der Kategorie Bühnenproduktion für das Programm SILO 8
- 2002 Prix Walo in der Kategorie Artistik für das Programm akua
- 1998 Kulturelle Auszeichnung des Kantons Zürich
- 1998 Prix Walo in der Kategorie Artistik für das Programm Stau
- 1990 Erster Preis am Festival Châlon dans la Rue in Châlon-sur-Saône